# 원당목장

원당목장

원당목장은 경기도 고양시 덕양구 서삼릉길 233-112에 위치한 목장이다. 과거 종마목장이었으나 지금은 기수 양성 및 말 홍보를 위한 공간으로 사용되고 있다. 1997년부터 일반에 공개되면서 드라마·영화 촬영지로 사용되었으며, 2007년에는 기수 및 마필 전문가 양성을 위해 경마교육원이 설립되었다.